# Thimphu

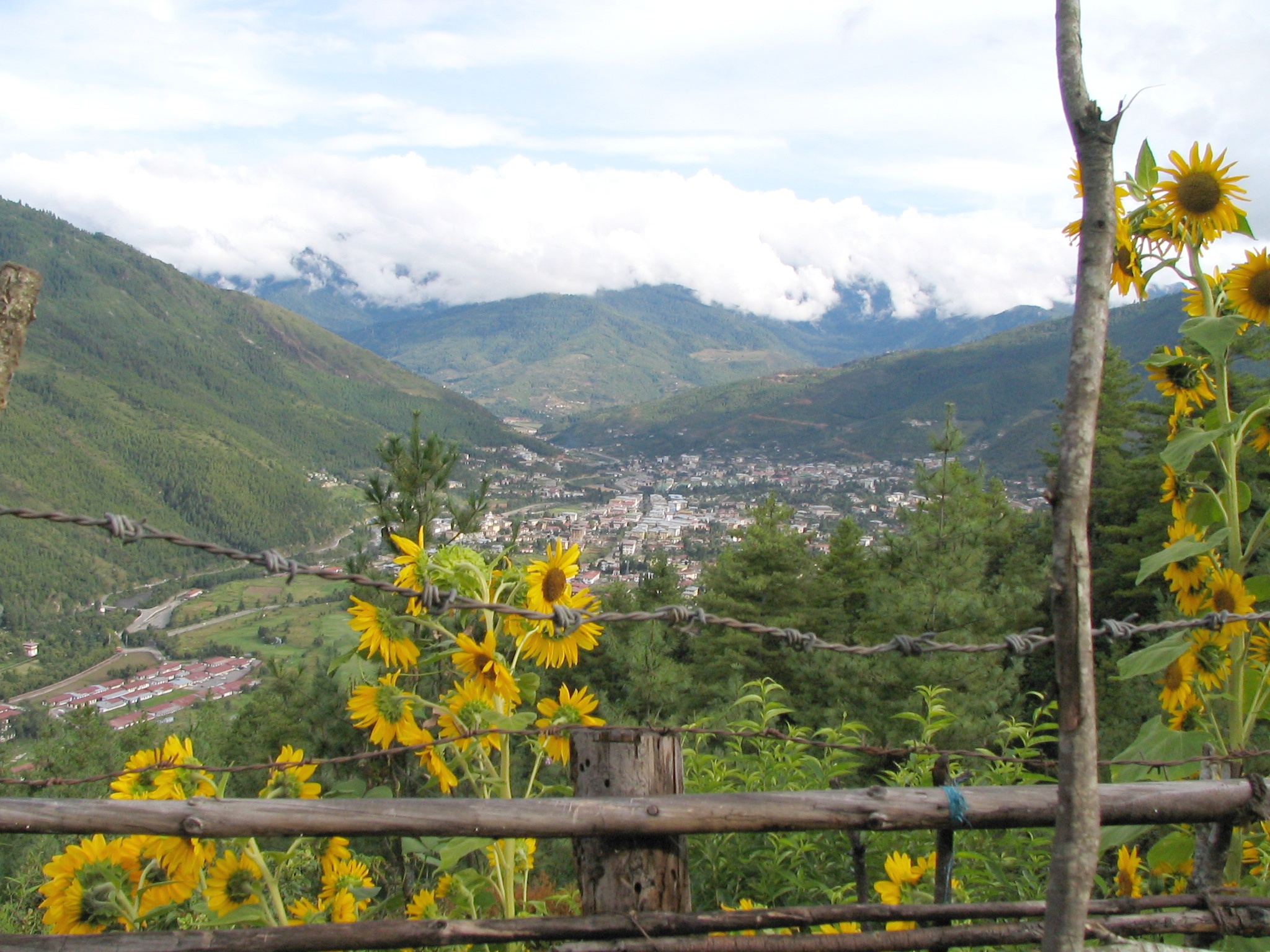
Blick auf Thimphu

Thimphu (bhutanisch ཐིམ་ཕུ, tibetisch transliteriert: thim phu, Aussprache [tʰim˥.pʰu˥]), mit einer Bevölkerung von 139.533 Einwohnern (Volkszählung, Stand 30. März 2023) ist die Hauptstadt des Himalaya-Königreichs Bhutan. Die Stadt liegt im Westen des Landes am Fluss Wang Chu in einer Höhe von 2320 m.

## Politisches Zentrum
Der Tashichho-Dzong, eine festungsähnliche Klosteranlage aus dem 13. Jahrhundert, in den 1960er Jahren restauriert und erweitert, dient seit 1952 als Sitz der Regierung des Landes. Hier residiert in den Sommermonaten auch das religiöse Oberhaupt des Landes, der Je Khenpo. Der König (Jigme Khesar Namgyel Wangchuck) verfügt in der Anlage über ein Arbeitszimmer.
Der Dechencholing-Palast, die offizielle Residenz des Königs, liegt im Norden von Thimphu, weitere Klöster (Tango, Cheri) befinden sich in unmittelbarer Nähe der Stadt.

## Entscheidungszentrum

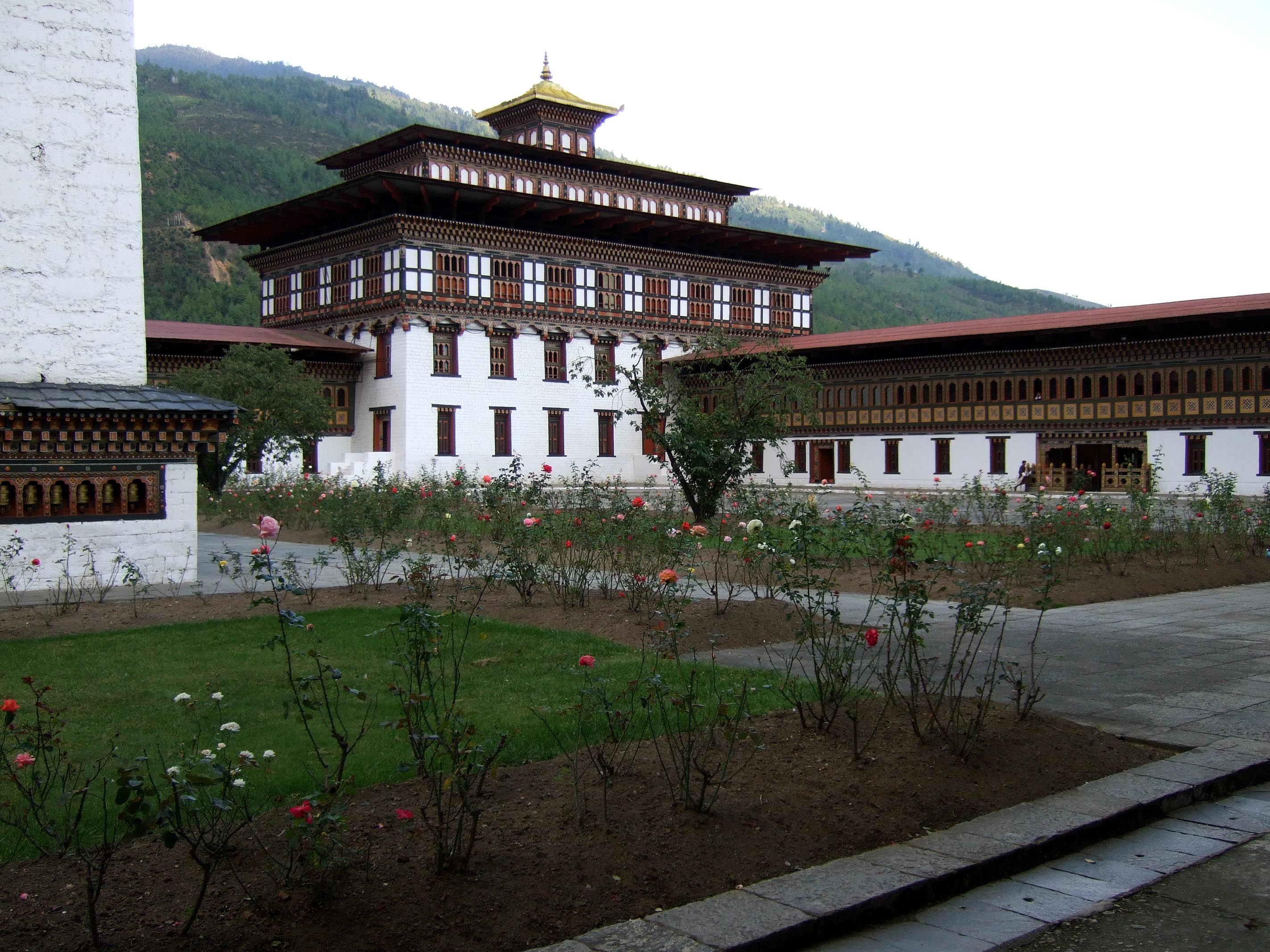
Innenhof des Dzongs von Thimpu, heute Sitz der Regierung von Bhutan

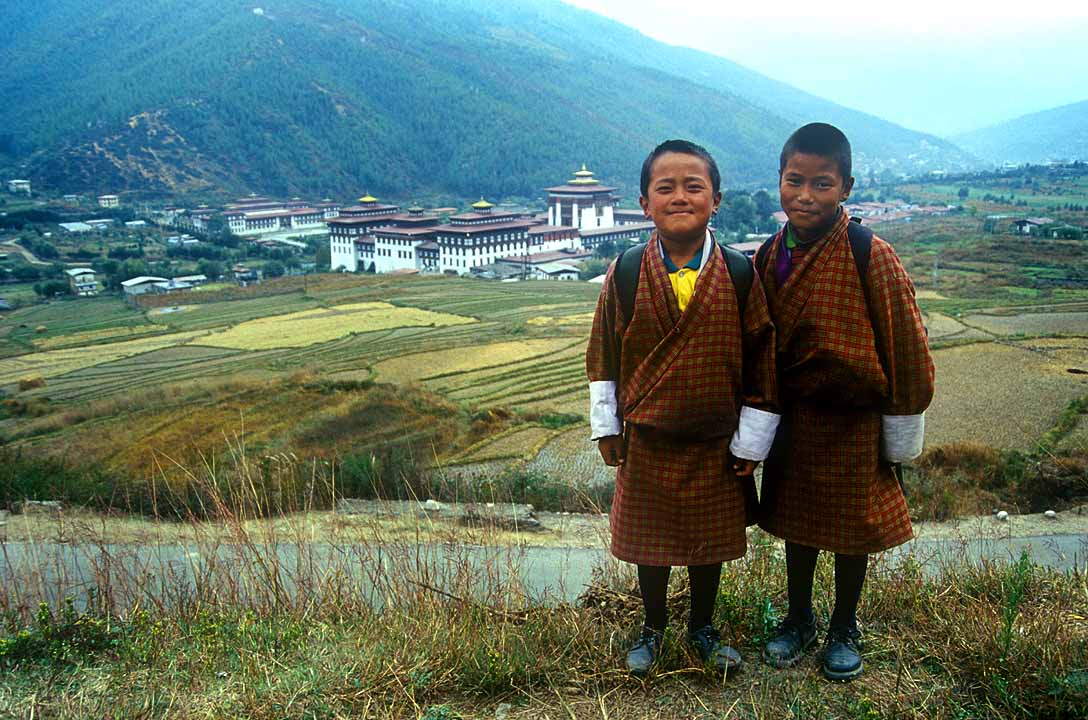
Kinder vor Thimphu

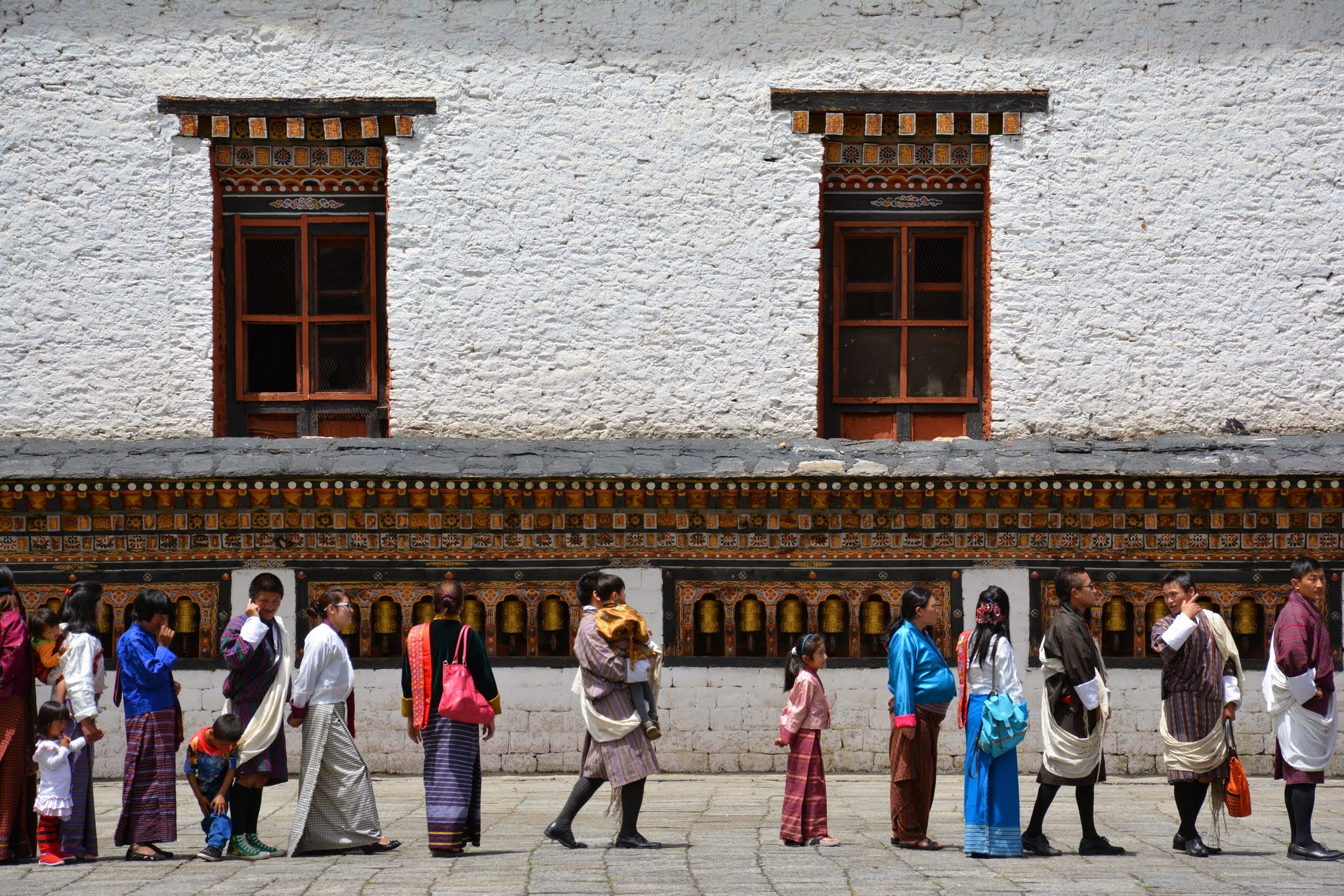
Nationalkleidung (Thimphu)

Thimphu ist Sitz von Regierung, Parlament und Verwaltung und damit das Zentrum politischer Entscheidungen im Lande. Hier werden Entscheidungen über die Verwendung ausländischer Gelder für die Entwicklungsplanung Bhutans getroffen. Thimphu ist Sitz einiger diplomatischer Vertretungen, insbesondere der im Lande operierenden UN-Organisationen, von Entwicklungshilfe-Organisationen und diverser nichtstaatlicher Organisationen (NGOs).

## Entwicklungsprobleme
Die wirtschaftliche Entwicklung der Stadt hat von der Entwicklungshilfe sichtbar profitiert. Damit hat Thimphu allerdings zugleich den Wandel von einer beschaulichen Kleinstadt zu einer Stadt mit Verkehrs- und Umweltproblemen (Abwasser, Müll) vollzogen. Jugendarbeitslosigkeit, Kriminalität und Drogenprobleme sind zudem weitere unerwünschte Phänomene dieser modernen Entwicklung.

## Wirtschaft

### Tourismus
Der Flughafen befindet sich südwestlich von Thimphu, 6 Kilometer von Paro entfernt (IATA-Code: PBH).
Gesellschaftlicher Höhepunkt für die Bewohner der Stadt und zugleich attraktiver Anziehungspunkt für ausländische Touristen ist das jährlich stattfindende Klosterfest Tsechu Thimphus im Herbst. Die meisten Hotels des Landes konzentrieren sich in der Hauptstadt. Im Hinblick auf die Jubiläumsfeiern 100 Jahre Monarchie Bhutan wurden 2007 tausende Besucher aus aller Welt in Bhutan empfangen.

### Finanzwirtschaft
Auch die nationale Wertpapierbörse - die Royal Securities Exchange of Bhutan befindet sich in der Hauptstadt.

## Sport
Das in Thimphu gelegene Changlimithang Stadium ist das größte Stadion Bhuthans mit einer Gesamtkapazität für 25.000 Zuschauer. Im Stadion und auf den angrenzenden Plätzen kann Fußball und Cricket gespielt werden. Das Stadion ist auch die Heimat des Fußballclubs Thimphu City FC, der zuletzt im Jahr 2016 Meister in der Bhutan Premier League wurde.
Thimphu verfügt außerdem über einen 9-Loch-Golfplatz, den Royal-Thimphu-Golfclub, der sehr nahe am Zentrum gleich oberhalb des Trashi Dzong gelegen ist. Er wurde 1971 vom König Jigme Dorji Wangchuk eingeweiht und kann auch von Gästen gegen Tagesgebühr gespielt werden.
1983 wurde das Olympische Komitee Bhutans mit Sitz in Thimphu gegründet, dem seither der König des Landes als Präsident vorsteht. Am 31. März 2023 wurde das neue Büro des Bhutan Olympic Committee (BOC) zur Förderung des Sports offiziell eröffnet.
Auch Judo hat sich etabliert. 2007 wurde die Bhutan Judo Association gegründet, die auch Mitglied in der Judo Union of Asia ist. Am 9. Oktober 2021 wurde Bhutans erstes Dojo in der Pelkhil-Schule in Thimphu eröffnet.

## Sehenswürdigkeiten
- Gedenk-Chörten für König Jigme Dorji Wangchuk
- Manufaktur zur Herstellung von handgeschöpften Papierprodukten
- Museum für traditionelle Textilkunst Bhutans
- National-Bibliothek
- Nonnen-Kloster
- Staatliches Emporium für Handwerkskunst
- Tashichho-Dzong (Klosterfestung und Regierungssitz)
- Centenary Farmer’s Market, Wochenmarkt
- Dechencholing-Palast, Hauptpalast der Könige von Bhutan, sieben Kilometer nördlich der Hauptstadt
- Buddha Dordenma Statue
- Motithang Takin Preserve, ein zooähnliches Naturreservat am östlichen Stadtrand.

## Söhne und Töchter der Stadt
- Jigme Dorje Wangchuck (1929–1972), von 1952 bis zu seinem Tod Druk Gyalpo (König) von Bhutan
- Jigme Singye Wangchuck (* 1955), König (Druk Gyalpo) des Königreichs Bhutan von 1972–2006
- Wangay Dorji (* 1974), Fußballspieler
- Passang Tshering (* 1976), Fußballspieler
- Dorji Dema (* 1983), Bogenschützin
- Kunzang Choden (* 1984), Sportschützin
- Jetsun Pema (* 1990), Königin von Bhutan seit 2011
- Jigme Namgyel Wangchuck (* 2016), Kronprinz von Bhutan
- Jigme Ugyen Wangchuck (* 2020), Prinz von Bhutan

## Klimatabelle
|                       | Jan  | Feb  | Mär  | Apr  | Mai  | Jun  | Jul   | Aug   | Sep  | Okt  | Nov  | Dez  |   |       |
| Mittl. Tagesmax. (°C) | 15,1 | 16,7 | 19,4 | 22,4 | 24,7 | 26,7 | 27,1  | 27,2  | 26,1 | 23,4 | 19,7 | 16,5 | ⌀ | 22,1  |
| Mittl. Tagesmin. (°C) | −2,1 | 0,5  | 4,0  | 7,8  | 11,5 | 15,2 | 16,4  | 16,1  | 14,6 | 9,0  | 3,2  | −0,8 | ⌀ | 8     |
|                       |      |      |      |      |      |      |       |       |      |      |      |      |   |       |
| Niederschlag (mm)     | 5,7  | 9,0  | 20,4 | 28,9 | 47,6 | 91,9 | 147,4 | 121,1 | 71,8 | 41,9 | 1,1  | 4,1  | Σ | 590,9 |
|                       |      |      |      |      |      |      |       |       |      |      |      |      |   |       |
| Regentage (d)         | 1,1  | 1,2  | 3,8  | 6,2  | 8,7  | 14,2 | 19,0  | 16,7  | 11,7 | 4,7  | 0,3  | 0,7  | Σ | 88,3  |

| −2,1 |

| 0,5 |

| 4,0 |

| 7,8 |

| 11,5 |

| 15,2 |

| 16,4 |

| 16,1 |

| 14,6 |

| 9,0 |

| 3,2 |

| −0,8 |

| −2,1 |

| 0,5 |

| 4,0 |

| 7,8 |

| 11,5 |

| 15,2 |

| 16,4 |

| 16,1 |

| 14,6 |

| 9,0 |

| 3,2 |

| −0,8 |

| N i e d e r s c h l a g | 5,7 | 9,0 | 20,4 | 28,9 | 47,6 | 91,9 | 147,4 | 121,1 | 71,8 | 41,9 | 1,1 | 4,1 |
|                         | Jan | Feb | Mär  | Apr  | Mai  | Jun  | Jul   | Aug   | Sep  | Okt  | Nov | Dez |